# Вейня
Ве́йня или Вейно (Вейна; устар. Лубяны; бел. Вейна) — эвтрофное озеро на севере Белыничского района Могилёвской области Белоруссии.

## Расположение
Озеро находится на территории Ланьковского сельсовета, в 2,7 км западнее административного центра сельсовета — агрогородка Ланьково и в 5 км севернее административного центра района — города Белыничи.

## Общая характеристика
Располагается на высоте 164 метров над уровнем моря. Относится к бассейну Друти, сообщаясь с её верхним течением через мелиоративную сеть. Озёрная котловина округлой формы. Площадь — 1,495 км². На данный момент практически полностью заросло, остаточная акватория имеет извилистую продолговатую форму, вытянутую в направлении северо-запад — юго-восток. Глубина заросшей части озера достигает 2 м.